# Марков Ілля Владиславович
Ілля Владиславович Марков (рос. Илья Владиславович Марков; нар. 19 червня 1972) — російський легкоатлет, який спеціалізувався на спортивній ходьбі.

## Спортивні досягнення
Срібний олімпійський призер з ходьби на 20 кілометрів (1996). Учасник олімпійських зах́одів на 20 кілометрів на двох інших Іграх (2000, 2008), де посів 15-е та 17-е місця відповідно.
Чемпіон світу з ходьби на 20 кілометрів (1999). Срібний призер чемпіонату світу в цій дисципліні (2001). Фінішував 4-м (1995) та 8-м (2003) у цій дисципліні на інших чемпіонатах світу.
4-разовий володар Кубків світу з ходьби в командному заліку (1997 (двічі), 1999, 2008). Найкращий результат на Кубках світу в особистому заліку — бронзова нагорода на дистанції 20 кілометрів у 1997.
Чемпіон світу серед юніорів з ходьби на 10000 метрів (1990).
Чемпіон Універсіади з ходьби на 20 кілометрів (1997).
Чемпіон Європи з ходьби на 20 кілометрів (1998). Був також 18-м у цій дисципліні на іншому чемпіонаті Європи (1994).
Володар Кубку Європи з ходьби на дистанції 20 кілометрів в особистому та командному заліках (2005). Здобув срібну нагороду в командному заліку на цих змаганнях на 20-кілометровій дистанції у 2003 (в особистому заліку фінішував 5-м).
Чемпіон Росії з ходьби на 20 кілометрів (1995). Зимовий чемпіон Росії з ходьби на 20 кілометрів (2003).

## Визнання
- Заслужений майстер спорту Росії
- Медаль ордена «За заслуги перед Вітчизною» II ступеня (1996)
- Срібний Хрест Заслуги (2010)